# Chabuata albimargo
Chabuata albimargo là một loài bướm đêm trong họ Noctuidae.